# Cymbopappus
Cymbopappus là một chi thực vật có hoa trong họ Cúc (Asteraceae).

## Loài
Chi Cymbopappus gồm các loài: